# Коротков, Николай Сергеевич
Николай Сергеевич Коротков (14 [26] февраля 1874, Курск — 14 марта 1920, Петроград) — российский хирург, пионер современной сосудистой хирургии. В 1905 году предложил использование звукового (аускультативного) метода измерения артериального давления (метод Короткова).
Николай Сергеевич Коротков внёс значительный вклад в развитие сосудистой хирургии в XX веке.

## Биография
Родился в купеческой семье. Окончил Курскую гимназию и в 1893 году поступил на медицинский факультет Харьковского университета, но после 3-го семестра, в 1895 году, перевёлся в Московский университет, который окончил с отличием в 1898 году, получив диплом «лекаря с отличием, со всеми правами и преимуществами». Кроме того, в это же время он сдал экзамены на звание «уездный врач».
Проходил интернатуру при профессоре Александре Алексеевиче Боброве в хирургической клинике Московского Университета. В 1900 году — на военной службе на Дальнем Востоке, в Китае во время Боксёрского восстания. Был врачом Красного Креста, служил под руководством доктора И. П. Алексинского. Добирался на Дальний Восток через Иркутск и Владивосток, по Транссибирской магистрали. Вернулся в Москву через Японию, Сингапур, Цейлон, Суэцкий канал и Феодосию.
Был награждён орденом Святой Анны 3-й степени за выдающиеся труды в помощи больным и раненым солдатам.
По возвращении приступил к академической работе. Перевёл на русский монографию Эдуарда Альберта «Die Chirurgische Diagnostik». В 1903 году по приглашению доктора С. П. Фёдорова служил в Военно-медицинской академии в Санкт-Петербурге ассистентом хирурга. Во время русско-японской войны направился в Харбин. Был старшим хирургом Второго Святого Георгия отделения Красного Креста. Заинтересовался сосудистой хирургией и начал собирать материал для докторской диссертации.
Вернувшись в Петербург в апреле 1905, начал работу над диссертацией. Однако славу ему принёс его доклад в Императорской военно-медицинской академии в ноябре 1905 года. Коротков под руководством М. В. Яновского разработал звуковой метод определения артериального давления. Способ измерения кровяного давления был представлен всего лишь в 281 слове — менее чем странице текста в «Известиях Императорской Военно-медицинской академии» в Петербурге:

На основании своих наблюдений докладчик пришёл к тому заключению, что вполне сжатая артерия в нормальных условиях не даёт никаких звуков. Воспользовавшись этим явлением, он предлагает звуковой метод определения кровяного давления на людях.
Рукав Рива-Роччи накладывается на среднюю треть плеча; давление в рукаве быстро повышается до полного прекращения кровообращения ниже рукава. Затем, предоставив ртути манометра падать, детским стетоскопом исследователь выслушивает артерию тотчас ниже рукава. Сперва не слышно никаких звуков. При падении ртути манометра до известной высоты появляются первые короткие тоны, появление которых указывает на прохождение части пульсовой волны под рукавом. Следовательно, цифры манометра, при которых появился первый тон, соответствуют максимальному давлению.
При дальнейшем падении ртути в манометре слышатся систолические компрессионные шумы, которые переходят снова в тоны (вторые). Наконец, все звуки исчезают. Время исчезновения звуков указывает на свободную проходимость пульсовой волны; другими словами, в момент исчезновения звуков минимальное кровяное давление превысило давление в рукаве. Следовательно, цифры манометра в это время соответствуют минимальному кровяному давлению. Опыты на животных дали положительные результаты. Первые звуки-тоны появляются (на 10—12 мм рт. ст.) раньше, нежели пульс, для ощущения которого на лучевой артерии требуется прорыв большей части пульсовой волны.

Метод Короткова является единственным официальным методом неинвазивного измерения артериального давления, утверждённым Всемирной организацией здравоохранения в 1935 году.
Николай Сергеевич Коротков получил докторскую степень в 1910 году, находясь на мед. работе в Витимско-Олёкминском горно-промышленном округе. После этого он работал хирургом на Ленских золотых приисках.
Впоследствии вернулся в Петербург и во время Первой мировой войны был хирургом при «Благотворительном доме для солдат инвалидов» в Царском Селе.

Памятная стела Н. С. Короткова на Богословском кладбище Санкт-Петербурга, на месте захоронения учёных ВМедА

После Октябрьской Революции был главным врачом в Больнице им. Мечникова в Петрограде до своей смерти от туберкулёза лёгких в 1920 году. Похоронен на Богословском кладбище Санкт-Петербурга.
В 1915 году Уильям Ослер (1849—1919) заявил, что Рудольф Матас был «отцом современной сосудистой хирургии». Однако работы Короткова предшествовали работам Матаса.

## Семья
В 1904 году женился на медсестре из госпиталя в Харбине Елене (умерла во время Блокады Ленинграда в 1941 году). В 1905 году родился сын Сергей — работал врачом в Ленинграде, умер в 1977 году.

## Память
- Улица Доктора Короткова в Санкт-Петербурге
- Городская больница № 1 имени Николая Сергеевича Короткова в г. Курске
- Мемориальное общество им. Н. С. Короткова в Санкт-Петербурге.